# 中村泰介
中村 泰介（なかむら たいすけ、1979年 - ）は、日本の写真家。東京都生まれ。

## 略歴
2002年上智大学法学部卒業後、リクルートに入社し、住宅情報誌の営業を担当。2004年制作部門の分社化にともないリクルートメディアコミュニケーションズに転籍。求人情報誌の広告ディレクターを務めるうちにフォトグラファーへの転身を志し、2007年同社退社。半年間のアシスタント期間を経て独立。
全日本モトクロス選手権国際Ａ級ＩＡ１クラスライダーの中村泰介選手とは別人

## 評価
- 2009年「僕の妻について」をハイフォトアワード写真集出版部門に応募し、優秀賞及びユーザー賞を受賞。

## 写真集
『妻を撮ること』（雷鳥社 2009年10月）